# Jequeri
Jequeri är en kommun i Brasilien.   Den ligger i delstaten Minas Gerais, i den sydöstra delen av landet, 800 km sydost om huvudstaden Brasília. Antalet invånare är 12 845.
Omgivningarna runt Jequeri är huvudsakligen savann. Runt Jequeri är det glesbefolkat, med 15 invånare per kvadratkilometer.